# Pastorale op. 229 de Milhaud
Pour les articles homonymes, voir Pastorale (Milhaud).
Pastorale, op. 229, est une pièce pour orgue de Darius Milhaud composée en 1941.

## Présentation
Pastorale de Darius Milhaud est une page pour orgue composée à Mills College, en Californie, en novembre 1941,.
L'œuvre est créée le 2 août 1942 par William Strickland en la Cathédrale nationale de Washington,,.
Pour le musicologue Gilles Cantagrel, la Pastorale « évoque un musicien heureux, au mélodisme spontané et généreux ». Pour la musicienne Marie-Rose Clouzot, « c'est une œuvre souriante et limpide, où la mélodie coule comme de source, presque sans pédalier, tout en timbres transparents ».
La partition, d'une durée moyenne d'exécution de trois minutes trente environ,, est publiée par H.W. Gray (Belwin Mills). Dans le catalogue des œuvres de Darius Milhaud, Pastorale porte le numéro d'opus 229.

## Discographie
- Darius Milhaud : L'œuvre d'orgue, George Baker (orgue), Solstice FYCD 916, 1974/2002.